# UAE First Division League
Die UAE First Division League ist die zweithöchste Spielklasse im Fußball in den Vereinigten Arabischen Emiraten. Sie ist eine professionelle Fußballliga, der momentan 17 Vereine angehören.

## Teilnehmende Vereine 2024/25
| Mannschaft               | Standort                | Stadion                          | Kapazität |
| ------------------------ | ----------------------- | -------------------------------- | --------- |
| Al Dahra FC              | Khalifa Industrial Zone | Sheikh Zayed Cricket Stadiumm    | 20.000    |
| al-Dhafra                | Madinat Zayed           | Al Dhafra Stadium                | 5.000     |
| al Dhaid SC              | Dhaid                   | Al-Dhaid Stadium                 | 500       |
| al Hamriyah Club         | Al Hamriyah             | Al Hamriya Sports Club Stadium   | 5.000     |
| Al Jazirah Al Hamra Club | Al Jazirah Al Hamra     | Al Hamra Stadium                 | 2.000     |
| Gulf FC                  | Dubai                   | UIS International School Stadium | 200       |
| Dibba al-Fujairah Club   | Dibba                   | Dibba New Stadium                | 9.000     |
| Fleetwood United FC      | Dschabal Ali            | Jebel Ali Stadium                | 1.000     |
| United FC                | Dubai                   | Dubai British School             | 100       |
| Emirates Club            | Ra’s al-Chaima          | Emirates-Club-Stadion            | 5.200     |
| al-Fujairah SC           | Fudschaira              | Fujairah-Club-Stadion            | 10.645    |
| Gulf United FC           | Dubai                   | Dubai Club Stadium               | 7.000     |
| Hatta Club               | Hatta                   | Hamdan Bin Rashid Stadium        | 5.000     |
| al-Arabi SC              | Umm al-Qaiwain          | Umm Al Quwain Stadium            | 3.000     |
| Masfout Club             | Masfut                  | Masfout Club Stadium             | 3.000     |

## Bisherige Titelträger
| - 1974/75: al Shabab - 1975/76: Al Rams Club - 1976/77: al-Wahda - 1977/78: Oman Club - 1978/79: Khor Fakkan Club - 1979/80: Al-Ittihad Kalba SC - 1980/81: Al Rams Club - 1981/82: Al Khaleej - 1982/83: al-Jazira Club - 1983/84: Al Qadsia Club - 1984/85: al-Wahda - 1985/86: al-Fujairah SC - 1986/87: Ras Al Khaimah Club - 1987/88: al-Jazira Club - 1988/89: Al-Ittihad Kalba SC - 1989/90: al-Fujairah SC - 1990/91: nicht ausgetragen aufgrund des Zweiten Golfkrieges - 1991/92: Al Urooba Club - 1992/93: al-Shaab - 1993/94: Al Khaleej | - 1994/95: Baniyas SC - 1995/96: Al-Ittihad Kalba SC - 1996/97: Emirates Club - 1997/98: al-Shaab - 1998/99: Al-Ittihad Kalba SC - 1999/00: Sharjah FC - 2000/01: Al Khaleej - 2001/02: al-Dhafra - 2002/03: Emirates Club - 2003/04: Dubai SC - 2004/05: Baniyas SC - 2005/06: al-Fujairah SC - 2006/07: al-Dhafra - 2007/08: Al Khaleej - 2008/09: Baniyas SC - 2009/10: Al-Ittihad Kalba SC - 2010/11: Adschman Club - 2011/12: Al-Ittihad Kalba SC - 2012/13: Emirates Club - 2013/14: Al-Ittihad Kalba SC | - 2014/15: Dibba al-Fujairah Club - 2015/16: Hatta Club - 2016/17: Adschman Club - 2017/18: Baniyas SC - 2018/19: Khor Fakkan Club - 2019/20: Abbruch wegen der COVID-19-Pandemie - 2020/21: Al Urooba Club - 2021/22: Dibba al-Fujairah Club - 2022/23: Hatta Club - 2023/24: Al Urooba Club - 2024/25: al-Dhafra |